# واندوم
وندم (به فرانسوی: Vendôme) یک کمون در فرانسه است که در Arrondissement of Vendôme واقع شده‌است.

## خصوصیات
وندم ۲۳٫۸۹ کیلومترمربع مساحت و ۱۷٬۷۰۷ نفر جمعیت دارد و ۸۲ متر بالاتر از سطح دریا واقع شده‌است.

## خواهرخوانده
شهر گفلسبرگ خواهرخواندهٔ وندم هست.